# 库尔 (罗讷省)
库尔（法語：Cours，法語發音：[kuʁ] ⓘ）是法国罗讷省的一个市镇，属于索恩河畔自由城区。该市镇于2016年由原市镇库尔-拉维尔、蓬特朗布兹和泰勒合并而成，行政中心位于库尔-拉维尔。

## 地理
库尔（46°6'1"N, 4°19'17"E）面积33.81 平方千米，位于法国奥弗涅-罗讷-阿尔卑斯大区罗讷省，该省份为法国中东部省份，北起顺时针与索恩-卢瓦尔省、安省、里昂大都会、伊泽尔省和卢瓦尔省接壤。
与库尔接壤的市镇（或旧市镇、城区）包括：卢瓦尔省贝尔蒙、蒂济莱布尔、勒塞尔涅、埃科什、瑟沃兰日、拉格雷勒、朗沙勒。
库尔的时区为UTC+01:00、UTC+02:00（夏令时）。

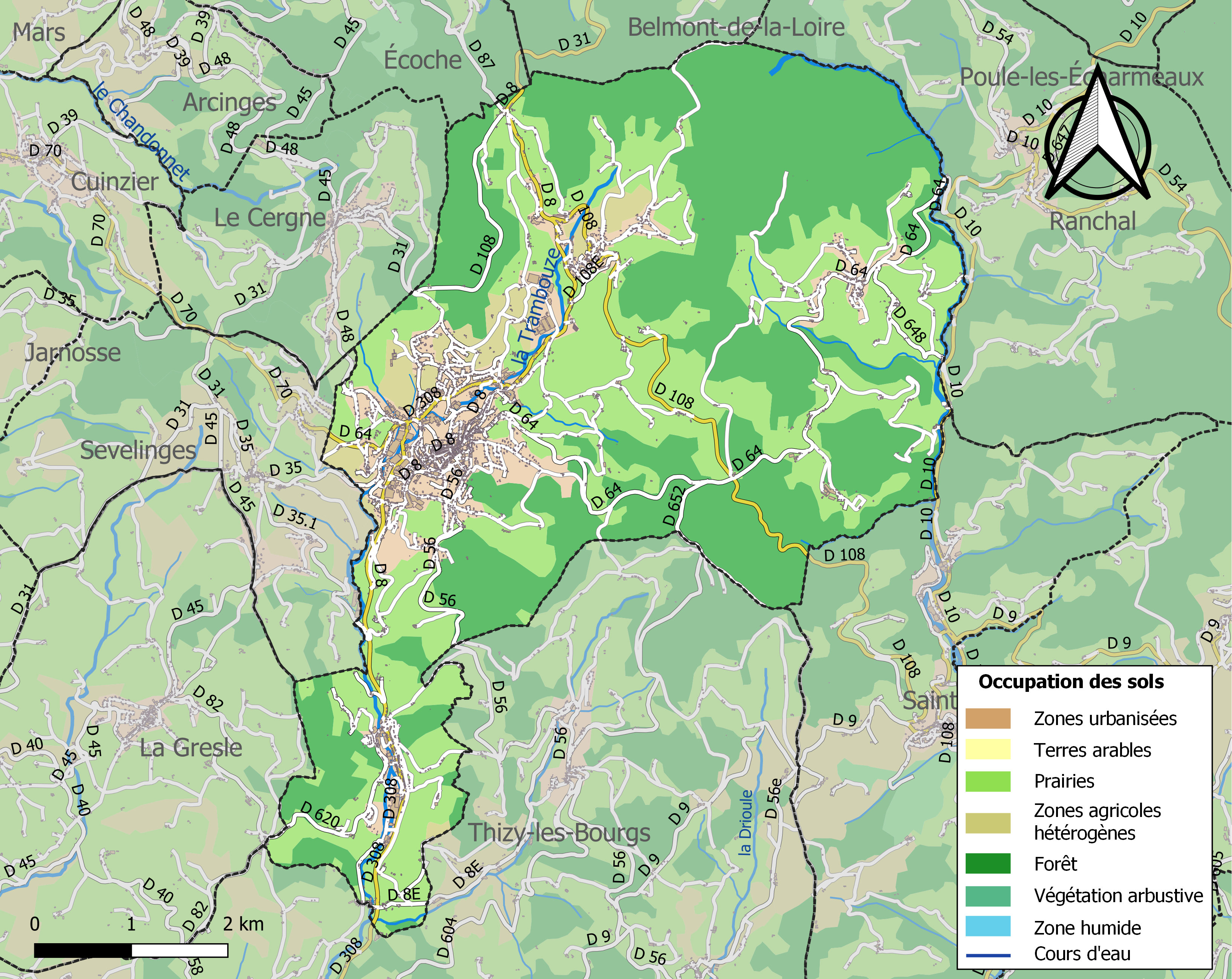
库尔的OSM定位图

## 行政
库尔的邮政编码为69470，INSEE市镇编码为69066。

## 政治
库尔所属的省级选区为蒂济莱布尔县。

## 人口
库尔于2022年1月1日时的人口数量为4329人。